# Champrepus
Champrepus település Franciaországban, Manche megyében. Lakosainak száma 322 fő (2022. január 1.). Champrepus Le Mesnil-Garnier, Beauchamps, Fleury, La Haye-Pesnel, La Lande-d’Airou, Le Mesnil-Villeman és Le Tanu községekkel határos.

## Népesség
A település népességének változása:
| Lakosok száma | 347  | 282  | 265  | 276  | 323  | 335  | 337  | 328  | 324  | 322  |
|               | 1968 | 1982 | 1990 | 2006 | 2013 | 2015 | 2017 | 2019 | 2020 | 2022 |